# 363115 Chuckwood
363115 Chuckwood è un asteroide della fascia principale. Scoperto nel 2001, presenta un'orbita caratterizzata da un semiasse maggiore pari a 3,1430658 UA e da un'eccentricità di 0,1763812, inclinata di 1,08581° rispetto all'eclittica.
L'asteroide è dedicato al ricercatore e divulgatore scientifico Charles Wood, detto Chuck.